# Bobby Darin
Bobby Darin, echte naam Walden Robert Cassotto (New York, 14 mei 1936 - Los Angeles, 20 december 1973), was een Amerikaans zanger en songwriter, die zeer populair werd in de jaren vijftig. Hij was thuis in een grote verscheidenheid aan muziekgenres, waaronder jazz, pop en folk. Enkele van zijn bekendste nummers zijn "Splish Splash", "Dream Lover", "Mack the Knife", "Beyond the Sea" en "If I Were a Carpenter".

## Biografie
Bobby Darin werd geboren in een arm gezin van Italiaanse afkomst in het New Yorkse stadsdeel The Bronx. Pas later kwam hij erachter dat hij was opgevoed door zijn grootmoeder en dat de vrouw die hij als zijn zus beschouwde eigenlijk zijn echte moeder was. Zijn vader heeft Bobby nooit gekend. Op jonge leeftijd werd hij getroffen door reumatische koorts, waaraan hij een beschadigd hart heeft overgehouden. Hij moest leven met de wetenschap dat hij op jonge leeftijd zou kunnen sterven, en stortte zich geheel op de muziek. Hij leerde zichzelf verscheidene muziekinstrumenten spelen, waaronder piano, drums en gitaar.
Na te hebben gestudeerd aan de Bronx High School of Science en het Hunter College ging hij werken als entertainer en muzikant in een vakantieresort in de Catskills. Als artiestennaam koos hij de naam Bobby Darin. Bobby was zijn roepnaam als kind. Over de herkomst van "Darin" doen meerdere verhalen de ronde. Eén verhaal zegt dat de naam komt van de neonverlichting op een Chinees restaurant. Omdat de eerste drie letters van de neonverlichting het niet deden, stond er op het restaurant DARIN in plaats van MANDARIN (Mandarijn). Een ander verhaal vertelt dat hij de naam vond door te bladeren in een telefoongids.
Midden jaren vijftig ontmoette hij muziekuitgever Don Kirshner, die hem aan een platencontract hielp bij Decca Records. Darin werd voorgesteld aan de dan nog niet bekende zangeres Connie Francis. Bobby's manager zorgde ervoor dat Darin mee muziek kon schrijven voor Connie om haar zangcarrière op te starten. Bobby en Connie werden verliefd op elkaar. Connie, ook van Italiaanse afkomst, had een strenge vader. Zodra hij lucht kreeg van de relatie, stelde hij alles in het werk om het koppel gescheiden van elkaar te houden. Toen hij vernam dat ze elkaar zouden zien na een optreden van Connie, joeg hij Bobby uit het gebouw terwijl hij met een wapen zwaaide. Later zei Connie Francis dat niet trouwen met Bobby Darin de grootste vergissing van haar leven was.
Na drie geflopte singles verscheen in 1958 "Splish Splash", zijn eerste grote hit. Meer hits volgden en Darin werd een favoriete zanger onder het jonge rock-'n-rollpubliek. In 1959 ging hij een andere weg in met "Mack the Knife", een jazz/popbewerking van een nummer uit de Driestuiversopera van Bertolt Brecht en Kurt Weill. Het nummer bereikte de nummer 1-positie in de Amerikaanse hitlijsten en bracht Darin ook onder de aandacht bij de meer volwassen muziekliefhebber. In 1960 werd het ook in België en Nederland een hit. In 1959 won Darin meerdere Grammy Awards, waaronder die voor beste nieuwkomer en beste nummer (voor "Mack the Knife").
In 1960 nam hij het nummer "Beyond the Sea" op, een Engelse vertaling van "La Mer" van Charles Trenet. Hij vertrok dat jaar tevens naar Hollywood om daar filmmuziek te schrijven en acteur te worden. Op de set van zijn eerste film, Come September, ontmoette hij zijn latere vrouw Sandra Dee. Ze trouwden op 1 december van dat jaar. Ze kregen één zoon, Dodd Darin, in 1961. Andere films waarin Darin te zien is, zijn onder andere Pressure Point uit 1962 en Captain Newman MD uit 1963. Voor de laatste film kreeg hij een Oscarnominatie voor Beste Mannelijke Bijrol. Een eigen nummer van Darin Things uit 1962 haalde de hitlijsten in de VS en in het Verenigd Koninkrijk.
Midden jaren zestig trad Darin op in verscheidene casino's in Las Vegas. In 1966 bracht hij het nummer "If I Were a Carpenter" uit, een cover van Tim Hardin. Deze versie bereikte in verscheidene landen, waaronder de VS en Nederland, de top tien.
Het jaar daarop scheidde hij van Sandra Dee.
Darin was politiek zeer actief. Zo werkte hij in 1968 mee aan de verkiezingscampagne van Robert Kennedy. Nadat deze werd neergeschoten, bracht hij enkele protestalbums uit.
In de jaren zeventig werd hij de eigenaar van een succesvolle platenmaatschappij, TM Music. Voor de platenmaatschappij ontdekte hij Wayne Newton. Ook trad hij regelmatig op, waaronder enkele goedbezochte shows in Las Vegas. In januari 1971 onderging hij een hartoperatie om de schade aan zijn hart enigszins te herstellen, waarna zijn gezondheid achteruitging. Na een periode van herstel trad hij weer op in Vegas en bracht hij enkele platen uit, waaronder voor Motown. Ook presenteerde hij zijn eigen televisieshow, de variétéshow "The Bobby Darin Show", en trouwde hij voor de tweede maal in 1973.
Op 20 december 1973 overleed hij vlak na een hartoperatie. Hij is 37 jaar oud geworden. Er was geen begrafenisdienst: een van zijn laatste wensen was dat zijn lichaam werd gedoneerd aan het medisch centrum van de UCLA voor onderzoek. In 1990 werd hij postuum geplaatst in de Rock and Roll Hall of Fame. In 2004 kwam er een film uit over zijn leven, Beyond the Sea. Bobby Darin werd hierin gespeeld door Kevin Spacey, die de film ook regisseerde.